# John Paxton
John Paxton (Kansas City, Missouri, 21 de maig de 1911- Santa Monica 5 de gener de 1985) fou un guionista estatunidenc. Es va graduar en periodisme per la Universitat de Missouri el 1934. Inicialment va treballar com a periodista i publicista. Va treballar com a escriptor autònom i publicista per al Teatre Guild durant la segona meitat dels anys trenta i va ingressar a la RKO cap al 1943. El 1948 es va casar amb Sarah Jane Miles. Intel·lectual d'esquerres, va quedar indemne de la cacera de bruixes del Comitè d'Activitats Antiamericanes malgrat la seva associació amb els perseguits Adrian Scott i Edward Dmytryk. Va participar en diferents pel·lícules de cinema negre com Murder, my sweet (1944), Cornered (1945), Crak-Up (1946) Crossfire (1947) per la qual va ser nominat a l'Oscar, The wild one (1954).

## Premis i distincions
- 1946 Premi Edgar Allan Poe al millor guió per Murder, my sweet.
- 1948 Premi Edgar Allan Poe al millor guió per Crossfire.
- 1947 Nominació a l'Oscar al millor guió adaptat per Crossfire (Premis Oscar de 1947)
- 1972 Nominació al Globus d'Or al millor guió per Kotch[4]
- 1972 Writers Guild Award; millor guió de comèdia adaptada[5]

## Filmografia parcial
- My Pal Wolf (1944, guió)
- Murder, My Sweet (1944, guió)
- Cornered (1945, guió)
- Crack-Up (1946, història original)
- Crossfire (1947, guió)
- So Well Remembered (1947, guió)
- Rope of sand (1949, diàlegs addicionals)
- Of Men and music (1951, guió)
- Fourteen Hours (1951, guió)
- The Wild One (1953, guió)
- Prize of Gold (1955, guió)
- The Cobweb (1955, guió)
- Interpol (1957, guió)
- How to Murder a Rich Uncle (1959, guió i producció)
- On the Beach (1959, guió)
- Kotch (1971, guió)